# Coupe des challengers de water-polo de la FINA
La Coupe des challengers de water-polo de la FINA ou FINA Water Polo Challengers' Cup (appelée jusqu'en 2017 FINA Men’s Water Polo Development Trophy (« trophée du développement du water-polo masculin de la FINA » en français)) est une compétition internationale de water-polo, organisée par la Fédération internationale de natation (FINA). 

## Principe
Le trophée est organisé tous les deux ans depuis 2007 entre plusieurs équipes nationales de la Confédération africaine de natation (CANA), de l'Union américaine de natation des Amériques (UANA) et de la Fédération de natation d'Asie (AASF) et de la Ligue européenne de natation (LEN) qui n'ont pas eu l'occasion de participer aux principales compétitions mondiales. L'objectif est de médiatiser le water-polo dans ces régions du monde.

## Palmarès
| Édition Année            | Lieu                     | médaille d'or   | médaille d'argent | médaille d'bronze |
| ------------------------ | ------------------------ | --------------- | ----------------- | ----------------- |
| 1re 2 au 8 mai 2007      | Koweït (Koweït)          | Colombie        | Porto Rico        | Iran              |
| 2e 5 au 11 avril 2009    | Koweït (Koweït)          | Koweït          | Singapour         | Trinité-et-Tobago |
| 3e 23 au 29 avril 2011   | Dammam (Arabie saoudite) | Arabie saoudite | Iran              | Koweït            |
| 4e 6 au 11 mai 2013      | Koweït (Koweït)          | Ouzbékistan     | Égypte            | Arabie saoudite   |
| 5e 24 au 29 mai 2015     | Téhéran (Iran)           | Iran            | Uruguay           | Autriche          |
| 6e 17 au 22 octobre 2017 | Il-Gżira (Malte)         | Uruguay         | Arabie saoudite   | Autriche          |
| 7e 8 au 13 octobre 2019  | Singapour (Singapour)    | Singapour       | Autriche          | Indonésie         |
| 8e 2 au 7 novembre 2021  | Barranquilla (Colombie)  | Colombie        | Porto Rico        | Koweït            |